# Estádio Shah Alam
Estádio Shah Alam era um estádio multiesportivo localizado em Shah Alam, Malásia. Era utilizado principalmente para partidas de futebol, mas também tem instalações para competições de atletismo. O estádio era a casa de Selangor FA, e tinha capacidade para 81.000 espectadores. A construção começou em 1991, e o estádio foi inaugurado oficialmente em 1994.
O estádio estava situado na parte oriental de Shah Alam. O Shah Alam Stadium era o maior estádio no estado de Selangor. Foi o maior estádio na Malásia, antes da conclusão do Estádio Nacional em Bukit Jalil. Sua estrutura era o maior arco sem sustentação do mundo. Construída com a tecnologia mais recente, é hoje um local popular para eventos do mundo do esporte de classe. O estádio foi projetado por um conhecido arquitecto da Malásia, Hijjaz Kasturi. 
O estádio tinha cerca de 5.500 vagas de estacionamento ao redor do estádio. O estádio tornou-se o grande marco em Shah Alam, devido à sua dimensão e arquitectura magnífica. À excepção de instalações desportivas, o estádio tem também um circuito de corridas de kart. Uma vez, Universiti Teknologi Mara (UiTM) (Faculdade de Artes Performativas) ocupou uma parte do estádio como edifício da faculdade antes da conclusão do campus satélite Perdana Puncak. 
Shah Alam Stadium é usado em jogos da 1ª divisão da Malásia - a Super League (a Premier League corresponde à 2ª divisão)